# Amparo (São Paulo)
Amparo, oficialmente Estancia Hidromineral de Amparo, es un municipio brasileño del estado de São Paulo. Se localiza a una latitud 22º42'04" sur y a una longitud 46º45'52" oeste, estando a una altitud de 674 metros. Posee un área de 446 km².
Es uno de los 11 municipios paulistas considerados estancias hidrominerales por el Estado de São Paulo.

## Demografía
| Población histórica del municipio | Población histórica del municipio | Población histórica del municipio | Población histórica del municipio |
| Año                               | Población                         |                                   | %±                                |
| --------------------------------- | --------------------------------- | --------------------------------- | --------------------------------- |
| 1920                              | 47 713                            |                                   |                                   |
| 1940                              | 35 239                            |                                   | −26,1%                            |
| 1950                              | 26 965                            |                                   | −23,5%                            |
| 1960                              | 28 636                            |                                   | 6,2%                              |
| 1970                              | 31 908                            |                                   | 11,4%                             |
| 1980                              | 41 603                            |                                   | 30,4%                             |
| 1991                              | 50 797                            |                                   | 22,1%                             |
| 2000                              | 60 404                            |                                   | 18,9%                             |
| 2010                              | 65 829                            |                                   | 9,0%                              |
| 2022                              | 68 008                            |                                   | 3,3%                              |
| [ 6 ] [ 7 ] [ 8 ] [ 9 ]           |                                   |                                   |                                   |

Censo del 2000
Población total: 60 404
- Urbana: 43 357
- Rural: 17 047
  - Hombres: 30 124
  - Mujeres: 30 280

Densidad demográfica (hab./km²): 135,43
Mortalidad infantil hasta 1 año (por mil): 18,74
Expectativa de vida (años): 69,76
Tasa de fertilidad (hijos por mujer): 1,85
Tasa de alfabetización: 92,91%
Índice de Desarrollo Humano (IDH-M): 0,806
- IDH-M Salario: 0,791
- IDH-M Longevidad: 0,746
- IDH-M Educación: 0,881

(Fuente: IPEAFecha)

## Hidrografía
- Río Camanducaia
- Río Jaguari

## Carreteras
- SP-95
- SP-352
- SP-360

## Religión
El Cristianismo está presente en la ciudad de la siguiente manera:

### Iglesia Católica
La iglesia católica del municipio forma parte de la Diócesis de Amparo.

### Iglesia Protestante
En la ciudad están presentes las más diversas creencias evangélicas, principalmente pentecostales, incluidas las Asambleas de Dios de Brasil (la iglesia evangélica más grande del país), Congregación Cristiana, entre otras. Estas denominaciones están creciendo cada vez más en todo Brasil.